# Longue d'Aout
Longue d'Aout es un cultivar de higuera de tipo higo común Ficus carica bífera, de frutos color de piel verde con líneas y bandas marronaceas rojizas. La fruta es grande y puede llegar a hacer brevas alargadas con forma de banana de unos 90 a 100 g en años favorables. Los higos son algo más pequeños y menos alargados con 60 a 70 g. Se cultiva principalmente en Francia.

## Sinonimia
- „Figue Banane“,[5][6]
- „Jérusalem“,[7]

## Características
La higuera 'Longue d'Aout' ('Banane') es una variedad bífera de tipo higo común, de producción muy alta de brevas y muy alta de higos. El desarrollo del árbol es de tipo medio, de 4 a 6 metros de diámetro por 2,5 a 4 metros de altura según la importancia de las podas.
Las brevas son grandes y pueden llegar a alcanzar unos 100 g en años favorables. De forma oblonga alargada con forma de banana, de color de piel verde con líneas y bandas marronaceas rojizas en dirección al ostiolo. La fruta es grande y puede llegar a hacer brevas alargadas con forma de banana de unos 90 a 100 g en años favorables con la pulpa rosada, de sabor dulce, firmeza media y aceptable siempre que esté bien madura. Las brevas maduran desde la última semana de junio hasta la primera decena de julio.
El higo son frutos de tamaño grande, jugosos y de buena calidad, llegando a unos 60 o 70 g, bien madura es dulce y sabroso. Los higos maduran desde primeros de agosto hasta la tercera semana de octubre.
Se trata de una variedad bífera extremadamente productiva en ambas cosechas. Apta para consumo en fresco, aunque requiere un cuidadoso manejo.

## Cultivo de la higuera
Esta variedad es resistente al frío, se puede cultivar por toda Francia, si la temperatura no desciende en periodos prolongados o regularmente por debajo de los -15 °C.